# NGC 6297
NGC 6297 = NGC 6298 ist eine 13,6 mag helle, linsenförmige Galaxie vom Hubble-Typ S0 im Sternbild Drache am Nordsternhimmel. Sie ist schätzungsweise 232 Millionen Lichtjahre von der Milchstraße entfernt und hat einen Durchmesser von etwa 50.000 Lj.
Im selben Himmelsareal befinden sich u. a. die Galaxien NGC 6292 und NGC 6299.
Das Objekt wurde am 8. Juli 1885 von Lewis Swift entdeckt. Auf Grund von unterschiedlichen Beschreibungen führte Swifts zweite Beobachtung am 1. August 1885 unter NGC 6298 auch zu einem zweiten Eintrag im Katalog.